# Бомбардировка Падуи во время Второй мировой войны
Бомбардировки Падуи — серия атак ВВС США и Королевских ВВС на итальянский город Падуя в регионе Венето во время Второй мировой войны. Целью этих рейдов было вывести из строя важную железнодорожную сортировочную станцию Падуи, но они также привели к серьезному ущербу городу и жертвам среди гражданского населения. Был уничтожен ряд объектов мирового культурного наследия.

## Хронология основных авианалетов

### 16 декабря 1943 года
Первый воздушный налет на Падую. В ходе двух атак, первой в десять утра и второй в 13:00, семьдесят два бомбардировщика 15-й воздушной армии атаковали сортировочную станцию, но большая часть из 200 тонн бомб, сброшенных в ходе этих атак, упала на город, и особенно на район Арчелла (по которому было сброшено более 400 бомб); пострадали Храм Мира и церкви Сан-Карло, Димессе и Сантиссима-Тринита, а также университет и больницу Да Монте. Пассажирский поезд, только что прибывший из Венеции, подвергся воздействию нескольких бомб, в результате чего погибли десятки человек. Следующей ночью был совершен еще один налет, в результате которого было поражено бомбоубежище близ Порта Тренто, что привело к новым жертвам. В общей сложности эти три рейда привели к тремстам жертвам, две трети из которых — в районе Арчелла.

### 30 декабря 1943 года
Второй налет семидесяти бомбардировщиков 15-й воздушной армии, нацеленный на сортировочную станцию. Часть бомб упала на город, снова поразив район Арчелла, Храм Мира (где по всей церкви были разбросаны останки павших в Первой мировой войне), университет, главную больницу и старую тюрьму Паолотти. Около трехсот человек погибли.

### 7 февраля 1944 года
Ночной налет 45 бомбардировщиков Королевских ВВС, сбросивших 72 тонны бомб на сортировочную станцию; бомбы упали по всему городу и привели к гибели около трехсот мирных жителей, две трети из которых находились в бомбоубежище под Невозможной башней городских стен, куда попала бомба.

### 11 марта 1944 года
Налет 111 бомбардировщиков Boeing B-17 15-й воздушной армии на сортировочную станцию; было сброшено более трехсот тонн бомб. Город также пострадал; среди других зданий сильно пострадала церковь Эремитани, что привело к почти полному уничтожению фресок часовни Оветари, что стало одной из самых тяжелых потерь, нанесенных войной культурному наследию Италии. Церковь Сан-Бенедетто-Веккьо была частично разрушена; военные казармы Ривьера-Палеокапа подверглись обстрелу, в результате чего среди расквартированных там военнослужащих были серьезные потери; также был нанесен ущерб кинотеатру «Имперо», Африканскому миссионерскому институту, больнице и дому престарелых «La Salutare». Район Арчелла снова понес серьезные разрушения. Истребители Воздушной авиации Республики и Люфтваффе сбили два бомбардировщика и серьезно повредили еще семь, потеряв четыре самолета.

### 22 марта 1944 года
Ночной налет 82 бомбардировщиков Королевских ВВС на сортировочную станцию; особенно сильно пострадал район «Город-сад». Среди сильно поврежденных зданий были собор, Монументальное кладбище, церковь Сан-Джузеппе, дом престарелых «Вилла Фрида», психиатрическая больница, Институт Бельцони и акведук; район Арчелла к тому времени был почти полностью разрушен (из 8500 жителей там все еще жили только около пятидесяти, остальные бежали).

### 23 марта 1944 года
Ночной налет 49 бомбардировщиков Королевских ВВС, снова нацеленных на сортировочную станцию. Бомбы попали в Лоджию дель Консильо, Палаццо делла Раджоне, Палаццо Ливиано, Палаццо делле Дебите, церковь Капучини, Скуола дель Кармине (где было потеряно несколько фресок 15 века), площадь Петрарка, Город-сад, семинарию, базилику Святого Антония.

### 20 апреля 1944 года
Налет 15-й воздушной армии на сортировочную станцию. На город обрушилось множество бомб, особенно на район Терранегра, в результате чего погибло 180 человек (многие из них — в таверне, где собралось много людей после сигнала воздушной тревоги, и на берегах канала Ронкажетте, где многие жители искали убежища).

### 14 мая 1944 года
Утром на сортировочную станцию налетело около сотни бомбардировщиков B-17 15-й воздушной армии; было сброшено около 500 бомб. Церковь Капуцинов была почти полностью разрушена; бомбы также попали в школу района Вольтбароццо, убив десять человек, и в институт, которым руководили монахини Святого Франциска Сальского.

### 1 сентября 1944 года
Воздушный налет на пригороды Понте-ди-Брента и Понтевигодарцере, направленный на автомобильные и железнодорожные мосты; было разрушено около дюжины домов, а также был нанесен авиаудар, в результате которого погибло множество жителей.

### 22 февраля 1945 года
Ночной налет 69 бомбардировщиков Королевских ВВС на сортировочную станцию. Бомба поразила районы Бассанелло и Арчелла, а также территорию вокруг площади Мадзини.

### 24 февраля 1945 года
Налет 15-й воздушной армии на сортировочную станцию.

### 2 марта 1945 года
Налет 15-й воздушной армии, снова нацеленный на сортировочную станцию.

### 12 марта 1945 года
Ночной налет шестидесяти девяти бомбардировщиков Королевских ВВС на сортировочную станцию. Бомбы попали в Порта Сан Джованни, Общественные сады, церковь Сан Бенедетто, Храм Мира, Лоджетта дель Салоне и многие жилые здания.
Менее масштабные налеты продолжались до 23 апреля 1945 года.

## Ущерб и жертвы
В результате налетов городу был нанесен серьезный ущерб: 950 домов были полностью разрушены, еще 1400 получили повреждения. В районе Арчелла, который пострадал больше всего, уцелело только 4 % всех зданий; другие сильно пострадавшие районы включали Понте-ди-Брента, Понтевигодарцере и Кампо-ди-Марте.
Культурному наследию был нанесен серьезный ущерб; Среди исторических зданий, получивших серьезный ущерб, были Кафедральный собор, Баптистерий, Базилика Святого Антония, церкви Эремитани, Димессе, Сан-Бенедетто Веккьо и Капучини, Палаццо делле Дебите, Палаццо делла Раджионе и Палаццо Ливиано, Лоджия дель Консильо и Школа Кармине. Самой большой потерей стали фрески капеллы Оветари Андреа Мантеньи в церкви Эремитани, которые энциклопедия Treccani считает «величайшей потерей, причиненной войной в области изобразительного искусства».
Потери среди гражданского населения составили две тысячи убитых; останки 989 из них сейчас захоронены в Храме Мира вместе с павшими в Первой мировой войне. Только в округе Арчелла погибло 400 человек и 500 получили ранения.